# Доленец, Юре
Юре Доленец (словен. Jure Dolenec; род. 6 декабря 1988, Любляна) — словенский гандболист, выступает за клуб «Слован». Лучший бомбардир сборной Словении (714 голов).

## Карьера

### Клубная
Юре Доленец начинал профессиональную карьеру в 2004 году, выступая в словенском клубе Меркур. В 2011 году Юре Доленец перешёл в Веленйе. Выступая за Веленйе, Юре Доленец стал в составе клуба стал двукратным чемпионов Словении. В 2013 году Юре Доленец перешёл в французский клуб Монпелье, в составе Монпелье выигрывал кубок Франции и кубок французской лиги. С сезона 2017/18 Юре Доленец будет выступать за ГК Барселона.

### В сборной
Юре Доленец выступает за сборную Словении. С 2021 года — капитан сборной.

## Титулы
- Победитель чемпионата Словении: 2012, 2013
- Обладатель кубка ЕГФ: 2012
- Обладатель кубка французской лиги: 2014, 2016
- Обладатель кубка Франции: 2016
- Бронзовый призёр чемпионата Мира: 2017

## Статистика
| Сезон          | Клуб        | Лига              | Матчи | Голы | 7-метр | Голы |
| -------------- | ----------- | ----------------- | ----- | ---- | ------ | ---- |
| 2013/14        | ГК Монпелье | Чемпионат Франции | 26    | 94   | 5      | 89   |
| 2014/15        | ГК Монпелье | Чемпионат Франции | 22    | 70   | 0      | 70   |
| 2015/16        | ГК Монпелье | Чемпионат Франции | 26    | 103  | 1      | 102  |
| 2016/17        | ГК Монпелье | Чемпионат Франции | 26    | 132  | 36     | 96   |
| 2013 — по н.в. | Итого       | Чемпионат Франции | 100   | 399  | 42     | 357  |